# ستيف روبسون
ستيف روبسون (بالإنجليزية: Steve Robson)‏ هو كاتب أغاني ومنتج أسطوانات بريطاني، ولد في 1 نوفمبر 1969 في جارو ‏ في المملكة المتحدة.

## وصلات خارجية
- الموقع الرسمي
- ستيف روبسون على موقع ميوزك برينز (الإنجليزية)
- ستيف روبسون على موقع ديسكوغز (الإنجليزية)
- ستيف روبسون على موقع ديسكوغز (الإنجليزية)